# Антоненко Микита Григорович
Микита Григорович Антоненко (15 листопада 1880, Ставропольська губернія — 6 (19) березня 1906, острів Березань) — один з організаторів повстання на крейсері «Очаків» в 1905 році.

## Біографія
Народився 15 листопада 1880 року в Ставропольській губернії в селянській родині. 28 жовтня 1901 був призваний на військову службу і призначений на Чорноморський флот в 32-й флотський екіпаж, став комендором споруджуваного крейсера «Очаків», вступив до військової організації РСДРП. За завданням партії брав участь у підготовці збройного повстання.
У листопаді 1905 року більшовики старший баталер С. П. Частник, машиніст 2-ї статті О. І. Гладков, комендор М. Г. Антоненко очолили повстання на «Очакові», яке було придушене. Організатори повстання разом з лейтенантом П. П. Шмідтом, який прийняв командування повставшим крейсером, були страчені 6 (19 березня) 1906 року на острові Березані, поблизу міста Очакова.
У травні 1917 року останки керівників повстання були перевезені до Севастополя і поміщені в склепі Покровського собору на вулиці Великій Морській, 36. 15 листопада 1923 року за рішенням міської Ради їхні останки були перенесені і урочисто поховані на кладовищі Комунарів.

## Пам'ять

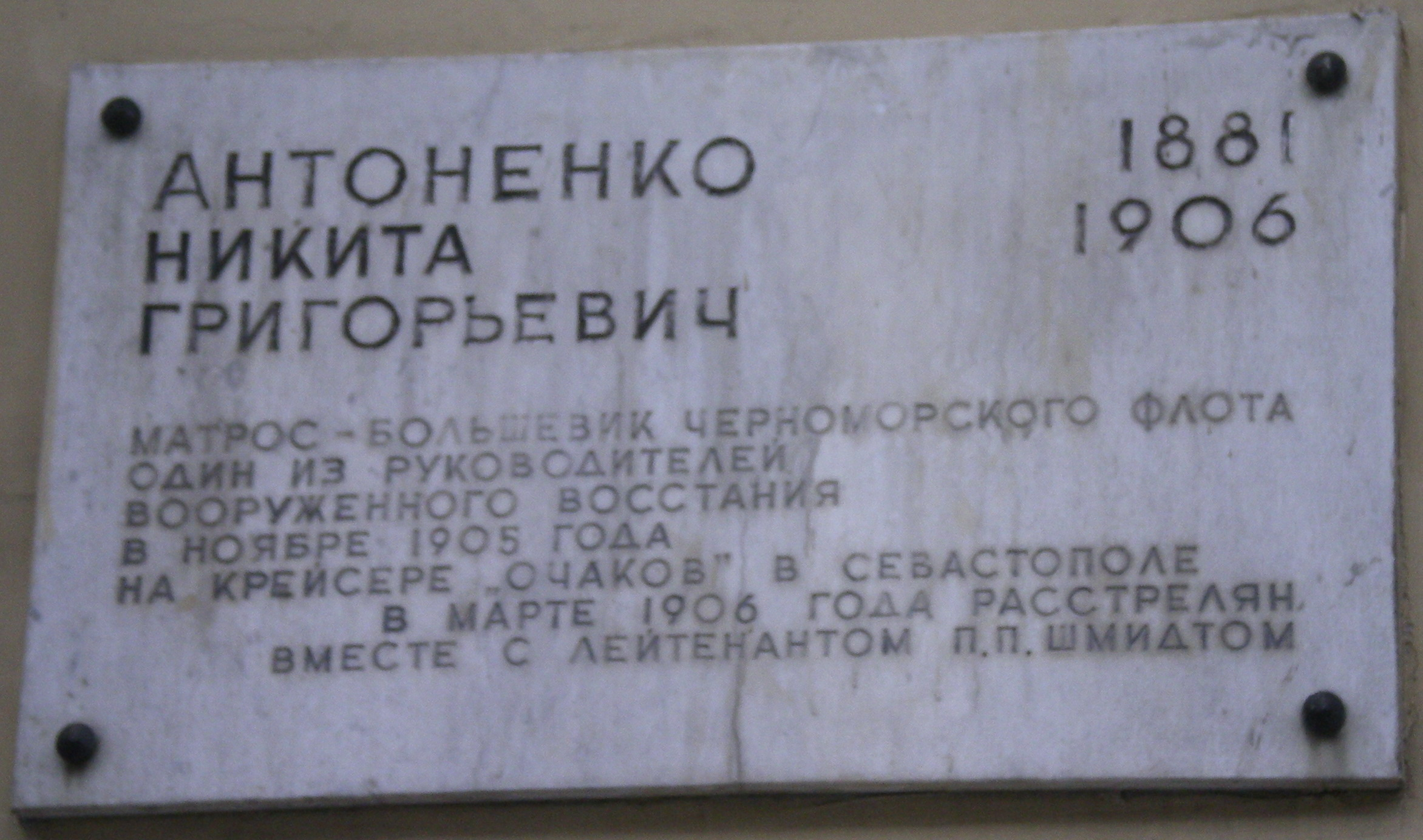
Анотаційна дошка в Санкт-Петербурзі

31 січня 1926 року пленум Севастопольської міської Ради робочих, селянських, червоноармійських і військово-морських депутатів ухвалив: «Обрати беззмінно почесними членами міської Ради керівників революційного повстання на флоті в 1905 році в місті Севастополі наступних товаришів: лейтенанта Шмідта П. П., Частника С. П., Гладкова О. І., Антоненка М. Г. та Матюшенка А. М.»
В 1936 році в Севастополі вулицю Одеську на Рудольфовській слобідці перейменовано на вулицю Антоненка. 23 липня 1939 року іменем Микити Антоненка названо провулок в Санкт-Петербурзі на будинку № 8 якого встановлено анотаційну дошку.